# سهره خاکستری
سهره خاکستری (نام علمی: Piezorina cinerea)، یک گونه از پرندگان آمریکای جنوبی از خانواده فرخندگان است. این گونه تنها عضو از سردهٔ Piezorina است. این پرنده در مناطق خشک ساحلی شمال پرو، با یک رکورد، احتمالاً یک پرنده سرگردان، از نزدیکی اکوادور یافت می‌شود.
یک مطالعه تبارزایی مولکولی روی فرخنده‌ها که در سال ۲۰۱۴ منتشر شد، نشان داد که سهره خاکستری عضوی از زیرخانواده Poospizinae است و ارتباط نزدیکی با سهره نوک‌باریک (Xenospingus concolor) دارد.